# Jim Marrs
Jim Marrs, tên khai sinh James Farrell Marrs Jr. (5 tháng 12 năm 1943 – 2 tháng 8 năm 2017), là một nhà báo người Mỹ và là tác giả bán chạy nhất trên New York Times các cuốn sách và bài báo về hàng loạt các cáo buộc che đậy và thuyết âm mưu. Marrs là một nhân vật nổi bật trong cộng đồng thuyết âm mưu vụ ám sát JFK và cuốn sách Crossfire của ông là nguồn tài liệu cho bộ phim JFK của Oliver Stone. Ông đã viết sách khẳng định sự tồn tại những âm mưu của chính phủ liên quan đến người ngoài hành tinh, 9/11, thần giao cách cảm và các hội kín. Ông bắt đầu sự nghiệp một phóng viên tin tức trong khu đô thị Dallas–Fort Worth–Arlington và giảng dạy một lớp về vụ ám sát John F. Kennedy tại Viện Đại học Texas ở Arlington trong 30 năm. Marrs là một thành viên của nhóm Giới Học giả vì Sự thật 9/11.

## Thiếu thời và sự nghiệp
Quê quán ở Fort Worth, Texas, Marrs đậu bằng Cử nhân Khoa học Xã hội ngành báo chí của Viện Đại học North Texas năm 1966 và hoàn thành chương trình sau đại học tại Viện Đại học Công nghệ Texas ở Lubbock, Texas từ năm 1967 đến năm 1968. Bắt đầu vào đại học, ông làm phóng viên, họa sĩ truyện tranh và nhiếp ảnh gia cho một số tờ báo ở Texas, bao gồm Denton Record-Chronicle, Lubbock Avalanche-Journal và Lubbock Sentinel. Năm 1968, ông được tờ Fort Worth Star-Telegram nhận vào làm phóng viên cảnh sát và phóng viên chuyên tổng hợp tin tức về các câu chuyện địa phương, ở châu Âu và Trung Đông. Từ năm 1969 đến 1970, ông đồng thời phục vụ trong một đơn vị tình báo của Lục quân Trừ bị Hoa Kỳ (dưới sự bảo trợ của Quân đoàn 4) với tư cách là dịch giả của tạp chí định kỳ Pháp và Đức; khi Quân đội đề nghị khắc phục tình trạng đau vai kéo dài trước khi được lệnh động viên theo lịch trình hoặc phải từ bỏ nghĩa vụ quân sự, ông đã chấp nhận lựa chọn thứ hai. Sau đó, ông trở thành nhà văn quân sự và hàng không vũ trụ của tờ báo và là một phóng viên điều tra. Sau khi rời khỏi Star-Telegram để sang làm việc chỗ Jerre R. Todd và Associates (một công ty quan hệ công chúng ở Arlington, Texas) vào năm 1972, ông trở lại tờ báo vào năm 1974 trước khi rời đi một lần nữa vào năm 1980.

## Bước vào truyền thông
Trong phần còn lại của sự nghiệp, Marrs là một nhà văn, tác giả và chuyên gia quan hệ công chúng tự do có trụ sở tại vùng ngoại ô Springtown, Texas. Từ năm 1983 đến 1984, ông đã xuất bản một tờ báo hàng tuần (Springtown Current) ở quê nhà cùng với tờ báo lá cải du lịch hàng tháng (Cowtown Trails). Trước đây, ông đã sản xuất một chương trình truyền hình cáp (Texas Roundup) từ năm 1982 đến 1983. Ông cũng từng là giám đốc truyền thông cho First Bank and Trust ở Springtown từ năm 1985 đến năm 1995.
Marrs từng xuất hiện trên các chương trình phát thanh ABC, NBC, CBS, CNN, C-SPAN, The Discovery Channel, TLC, The History Channel, Alex Jones Show, This Morning America, Geraldo, The Montel Williams Show, Today, TechTV, Larry King, Coast to Coast AM (với George Noory và Art Bell) cũng như nhiều chương trình phát thanh và truyền hình quốc gia và khu vực.

## Ý kiến

### Vụ ám sát JFK
Năm 1989, cuốn sách của Marrs, Crossfire: The Plot That Killed Kennedy, được xuất bản và đạt đến danh sách phi hư cấu bìa mềm bán chạy nhất của The New York Times vào giữa tháng 2 năm 1992. Nó trở thành một cơ sở cho bộ phim JFK của Oliver Stone, phát hành năm 1991.
Theo Stephen E. Ambrose trong một bài tiểu luận thường chỉ trích những người theo thuyết âm mưu, Marrs đã viết trong Crossfire rằng động cơ của vụ sát hại Kennedy là "Cuộc tấn công của Bộ trưởng Tư pháp Robert F. Kennedy nhằm vào tội phạm có tổ chức (mô-típ Mafia); Thất bại của Tổng thống Kennedy trong việc hỗ trợ những người lưu vong Cuba trong Cuộc xâm lược Vịnh Con Lợn (mô-típ Cuba và C.I.A.); Hiệp ước cấm thử vũ khí hạt nhân năm 1963 (mô-típ tổ hợp công nghiệp–quân sự, hoặc M.I.C.); Kế hoạch của Kennedy rút khỏi Việt Nam trước cuối năm 1965 (mô-típ Hội đồng Tham mưu trưởng Liên quân và M.I.C.); Cuộc nói chuyện của Kennedy về việc lấy đi trợ cấp mỏ dầu cạn kiệt (mô-típ phe cánh dầu mỏ Texas); Chính sách tiền tệ của Kennedy (mô-típ giới chủ ngân hàng quốc tế); Quyết định của Kennedy bỏ tên Phó Tổng thống Lyndon B. Johnson ra khỏi danh sách ứng cử năm 1964 (mô-típ L.B.J.) và chính sách dân quyền tích cực của Kennedy (mô-típ giới tỷ phú phân biệt chủng tộc Texas)."
Sylvia Meagher là một nhà phê bình của Ủy ban Warren và là tác giả của quyển Master Index to the JFK Assassination và Accessories After the Fact. Vào tháng 4 năm 1987, Meagher đã nhận được bản thảo Crossfire của Marrs. Bà được Simon & Schuster yêu cầu đánh giá cuốn sách đang xem xét xuất bản nó. Meagher kết luận, "Độ chính xác của bản thảo trong việc đối phó với một lượng lớn bằng chứng phức tạp gần như hoàn hảo ... theo ý kiến của tôi, bản thảo là một tác phẩm hay và đáng ngưỡng mộ." Bất chấp khuyến nghị nhiệt tình này, Simon & Schuster đã trở thành một trong khoảng 25 nhà xuất bản lớn của Mỹ từ chối cuốn sách này. Cuối cùng nó đã được Carroll & Graf Publishers xuất bản vào năm 1989.
Bắt đầu từ năm 1976, Marrs dạy các lớp giáo dục liên tục về vụ ám sát Kennedy với tư cách là trợ giáo ở Viện Đại học Texas tại Arlington. Ông đã thêm một khóa học UFO vào năm 2000 trước khi nghỉ dạy vào năm 2007.

### UFO và các chủ đề khác
Từ năm 1992 đến năm 1995, Marrs đã nghiên cứu và hoàn thành một cuốn sách phi hư cấu về một chương trình tối mật của chính phủ có tên là Dự án Stargate liên quan đến hiện tượng tâm linh được gọi là xem từ xa, về sau chương trình bị hủy bỏ đột ngột khi cuốn sách sẽ được ấn hành vào mùa hè năm 1995.
Vào tháng 5 năm 1997, cuộc điều tra về UFO của Marrs, Alien Agenda, đã được HarperCollins xuất bản. Phiên bản bìa mềm được phát hành vào giữa năm 1998. Nó đã được dịch ra nhiều thứ tiếng nước ngoài và trở thành cuốn sách UFO bán chạy nhất thế giới. Publishers Weekly cho biết:
Marrs cho thấy ít sự phân biệt đối xử, quá coi trọng các hiện tượng đáng ngờ như xem từ xa và vòng tròn đồng ruộng, và đưa ra sức thuyết phục gần như tương đương với những kẻ giả vờ lố bịch như Billy Meier (người tuyên bố đã có những cuộc tiếp xúc cự ly gần với người Pleiadians) và những nhà phê bình giả dối như Jacques Vallée. Marrs thậm chí còn dành một chương cho các lý thuyết rằng mặt trăng có thể là UFO và ông từ chối loại trừ các hành vi gian lận rõ ràng như cuộn băng khám nghiệm tử thi người ngoài hành tinh. Nhưng nếu phân tích nghiêm ngặt thốt ra từ Marrs, thì ít có gì khác; đây là tổng quan thú vị và đầy đủ nhất về đĩa bay và phi hành đoàn của họ trong nhiều năm.
Đầu năm 2000, HarperCollins đã xuất bản cuốn Rule by Secrecy, xác nhận việc truy tìm lịch sử ẩn giấu kết nối những hội kín thời hiện đại với thời cổ đại và trung cổ. Cuốn sách này cũng lọt vào danh sách bán chạy nhất của The New York Times. Năm 2003, cuốn sách The War on Freedom của ông đã thăm dò những âm mưu được cho là của vụ tấn công ngày 11 tháng 9 và hậu quả của chúng. Nó được phát hành năm 2006 dưới tựa đề The Terror Conspiracy.
Marrs là một diễn giả nổi bật tại một số hội nghị quốc gia bao gồm Đại hội UFO Quốc tế hàng năm và Hội nghị UFO Vịnh Breeze hàng năm, nhưng ông cũng tới phát biểu tại các hội nghị địa phương, như Conspiracy Con và The Bay Area UFO Expo.

## Cuối đời
Vào tháng 10 năm 2011, Marrs bắt đầu chương trình phát thanh của riêng mình, The View from Marrs, trên mạng phát thanh của Jeff Rense. Chương trình được phát sóng vào Thứ Hai, Thứ Tư và Thứ Sáu lúc 3 giờ chiều giờ Trung tâm. Marrs đã có mặt trong chương trình của mình với rất nhiều khách mời và dành toàn bộ tháng 11 cho các thông tin mới nhất liên quan đến vụ ám sát JFK. Ông cũng khám phá nghiên cứu về UFO, chủ nghĩa sinh tồn và các chủ đề khác.
Cùng với một người bạn, Michael H. Price, Marrs đã viết và minh họa một cuốn truyện tranh (Oswald's Confession & Other Tales from the War) được Cremo Studios, Inc. xuất bản vào năm 2012. Tháng 2 năm 2013, cuốn sách Our Occulted History: Do the Global Elite Conceal Ancient Aliens? của Marrs được HarperCollins xuất bản. Marrs cũng thường tổ chức ký tặng sách tại Brave New Books ở Austin, Texas ít nhất một lần mỗi năm.

## Đời tư, bệnh tật và cái chết
Những thú tiêu khiển của Marrs gồm có tái hiện Nội chiến Hoa Kỳ, thu thập các kỷ vật trong cuộc Nội chiến và nghiên cứu lịch sử Thế chiến II. Tuy nhiên, theo lời vợ ông, Carol, người đã gặp ông qua buổi hẹn hò giấu mặt khi họ còn là sinh viên tại Viện Đại học North Texas, "[Anh] ấy gần như là một người theo chủ nghĩa hòa bình. Anh ấy không tin rằng chúng ta nên tham chiến trừ khi bạn đang bảo vệ quê hương của bạn."
Tháng 3 năm 2017, một thông báo được đưa ra trên trang Facebook chính thức của Marrs về một căn bệnh không xác định đã khiến ông phải hủy bỏ sự xuất hiện tại hai sự kiện sắp diễn ra, Hội nghị UFO Thế giới hàng năm lần thứ 5 ở Edinburg, Texas, và Hội nghị Free Your Mind ở Philadelphia, Pennsylvania, cả hai đều vào tháng 4 cùng năm.
Tháng 6 năm 2017, các thông báo bổ sung đã được đưa ra về các vấn đề sức khỏe mà Marrs đang gặp phải, bao gồm cả việc chạy thận ở nhà và các vấn đề với đôi mắt tốt lành còn lại của mình.
Marrs qua đời vào ngày 2 tháng 8 năm 2017, vì một cơn đau tim ở tuổi 73.

## Truyền thông

### Sách
- Crossfire: The Plot That Killed Kennedy. Basic Books. 1993. tr. 648. ISBN 978-0-88184-648-5.
- Alien Agenda: Investigating the Extraterrestrial Presence Among Us. William Morrow Paperbacks. 2000. tr. 480. ISBN 978-0-06-095536-6.
- Rule by Secrecy: The Hidden History That Connects the Trilateral Commission, the Freemasons, and the Great Pyramids. William Morrow Paperbacks. 2001. tr. 480. ISBN 978-0-06-093184-1.
- Psi Spies: The True Story of America's Psychic Warfare Program. Career Press. 2002. tr. 320. ISBN 978-0-9727131-0-8.
- Inside Job: Unmasking the 9/11 Conspiracies. Origin Press. 2004. tr. 240. ISBN 978-1-57983-013-7.
- The Rise of the Fourth Reich: The Secret Societies That Threaten to Take Over America. Harper Collins. 2008. tr. 449. ISBN 978-0-06-124558-9.
- Honegger, Barbara (2006). The Terror Conspiracy: Deception, 9/11 and the Loss of Liberty. Disinformation Books. tr. 505. ISBN 978-1-932857-43-6.
- Above Top Secret: Uncover the Mysteries of the Digital Age. Disinformation Books. 2008. tr. 305. ISBN 978-1-934708-09-5.
- The Sisterhood of the Rose: The Recollection of Celeste Levesque. Disinformation Books. 2009. tr. 386. ISBN 978-1-934708-29-3.
- The Trillion-Dollar Conspiracy: How the New World Order, Man-Made Diseases, and Zombie Banks Are Destroying America. Harper Collins. 2010. tr. 468. ISBN 978-0-06-197068-9.
- Oswald's Confession and Other Tales from the War. CreateSpace Independent Publishing Platform. 2012. tr. 150. ISBN 9781467951159.
- Our Occulted History: Do the Global Elite Conceal Ancient Aliens?. William Morrow. 2013. tr. 609. ASIN B0089LOH2E. ISBN 978-0-06-213031-0.
- Population Control: How Corporate Owners Are Killing Us. William Morrow. 2015. tr. 384. ISBN 9780062359896.
- The Illuminati: The Secret Society That Hijacked the World. Visible Ink Press. 2017. tr. 400. ISBN 9781578596195.

### Video
- Safespace — Mùa đông năm 2006
- Fastwalkers — Mùa đông năm 2006
- Lecture at Allen Public Library — Allen Texas, Ngày 20 tháng 11 năm 2013
- Dr. Grover Proctor Lecture with Jim Marrs Guest Speaker at 58:00 — Allen Texas, Tháng 11 năm 2015

### Audio
CD
- 16 Questions[18] {CD gốc bị hỏng, không còn khả dụng.}

Phỏng vấn vô tuyến
Mặc dù tham gia vào một số chương trình phát thanh, đã trở thành truyền thống để Marrs trở thành khách mời của buổi ra mắt mùa đầu tiên của chương trình Binnall of America Audio
- Binnall of America Season 1 Premier – Part 1 và Part 2 – 10 tháng 9, 2005
- Binnall of America Season 2 Premier – Part 1 và Part 2 – 30 tháng 9, 2006
- Binnall of America Season 3 Premier – Part 1[liên kết hỏng] và Part 2[liên kết hỏng] – 20 tháng 10, 2007
- Binnall of America Season 4 Premier – Part 1[liên kết hỏng] và Part 2[liên kết hỏng] – 26 tháng 10, 2008
- Binnall of America Season 5 Premier – Part 1[liên kết hỏng] và Part 2[liên kết hỏng] – 24 tháng 11, 2009
- Binnall of America Season 6 Premier – Part 1 và Part 2 – 29 tháng 11, 2010
- Binnall of America Season 7 Premier –  Lưu trữ ngày 21 tháng 1 năm 2013 tại archive.today 1 tháng 5, 2012